# Kerima
Miriam Charrière, née le 10 février 1925 à Toulouse (France) et morte le 1er juillet 2014 à Palma de Majorque (Espagne), est une actrice française, connue sous le nom de scène de Kerima.

## Biographie
Au cinéma, Kerima débute dans le film britannique Le Banni des îles de Carol Reed (avec Ralph Richardson et Trevor Howard), sorti en 1951 — l'assistant réalisateur est Guy Hamilton, qui devient plus tard son deuxième époux et dont elle reste veuve.
Suivent notamment le film italien La Louve de Calabre d'Alberto Lattuada (1953, avec May Britt et Ettore Manni), le film américain La Terre des pharaons d'Howard Hawks (1955, avec Jack Hawkins et Joan Collins), la coproduction franco-italienne Goubbiah, mon amour de Robert Darène (1956, avec Jean Marais et Delia Scala), ou encore Un Américain bien tranquille de Joseph L. Mankiewicz (autre film américain, 1958, avec Audie Murphy et Michael Redgrave).
Le dernier de ses quatorze films, tournés essentiellement en Italie, sort en 1972 (elle se retire pour se consacrer à sa famille).
À la télévision, Kerima apparaît uniquement dans la série britannique L'Aventurier (avec Gene Barry dans le rôle principal), lors d'un épisode diffusé en 1972.

## Filmographie complète

### Cinéma
- 1951 : Le Banni des îles (Outcast of the Islands) de Carol Reed (film britannique) : Aïssa
- 1953 : Duel en Sicile (Cavalleria rusticana) de Carmine Gallone (film italien) : Lola
- 1953 : La Louve de Calabre (La lupa) d'Alberto Lattuada (film italien) : « La Louve »
- 1953 : Le Navire des filles perdues (La nave delle donne maledette) de Raffaello Matarazzo (film italien) : Rosario
- 1955 : La Terre des pharaons (Land of the Pharaohs) d'Howard Hawks (film américain) : la reine Neilla
- 1955 : Tam-tam (Tam tam mayumbe) de Gian Gaspare Napolitano et Folco Quilici (film franco-italien) : Madalena
- 1955 : Io sono la primula rossa de Giorgio Simonelli (film italien) : Lola
- 1956 : Goubbiah, mon amour ou Traqués dans la nuit de Robert Darène (film franco-italien) : Carola
- 1958 : Un Américain bien tranquille (The Quiet American) de Joseph L. Mankiewicz (film américain) : la sœur de Phuong
- 1958 : La Révolte des gladiateurs (La rivolta dei gladiatori) de Vittorio Cottafavi (film franco-hispano-italien) : rôle non spécifié
- 1959 : Il mondo dei miracoli de Luigi Capuano (film italien) : Carmen Herrera
- 1959 : Dans les griffes de Borgia (La notte del grande assalto) de Giuseppe Maria Scotese (film franco-italien) : Maya
- 1962 : La Sage-femme, le Curé et le Bon Dieu (Jessica) d'Oreste Palella (it) et Jean Negulesco (film franco-italo-américain) : Virginia Toriello
- 1972 : Les Chatouilleuses volcaniques (The Love Box) de Tudor Gates et Wilbur Stark, segment New Colours (film britannique) : une fille

### Télévision
- 1972 : L'Aventurier (The Adventurer), saison unique, épisode 9 Bons Baisers, Magda (Love Always, Magda) de Cyril Frankel (série britannique) : une danseuse orientale